# Междуреченский сельсовет (Нижегородская область)
Междуреченский сельсовет — административно-территориальное образование и упразднённое муниципальное образование (сельское поселение 2010—2014 гг.) в Сокольском районе Нижегородской области России.
Административный центр располагается в рабочем посёлке Сокольское, который не входит в состав сельсовета.

## Населённые пункты
Согласно Закону Нижегородской области от 11 августа 2009 года (№ 119-З) в состав сельсовета входят:
- село: Мамонтово
- сельские посёлки: Запашка, Лесной.
- деревни: Абрашкино, Бардино, Белоусово, Богданово, Бунегино, Валгусово, Волково, Высоково, Гоголино, Добрыниха, Дорофеево, Дудкино, Ежово, Жгилево, Желваково, Заполенка, Иваньково, Игумново, Каверзино, Каргино, Костино, Красный Бор, Кузнецово, Коренево, Коряковец, Кривово, Кропотово, Малое Сокольское, Миленки, Митронино, Мурзино, Наседкино, Оловягино, Осинки, Попово, Порботное, Прудовка, Пудово, Пылайкино, Реброво, Рябинки, Сафониха, Синобрилово, Слободки, Солищи, Тараканово, Теленково, Трушино, Тюрино, Хапаево, Хмельничное, Чибисово, Чубариха, Шамино, Шевелево, Шероново, Шумилово, Шумкино, Шуравино, Юркино.